# Dürer-Pirckheimer-Brunnen
Fontanna Dürera i Pirckheimera (z niem: Dürer-Pirckheimer-Brunnen) – fontanna w Norymberdze postawiona w 1821 roku na cześć przyjaźni Albrechta Dürera i Willibalda Pirckheimera, dwóch humanistów z okresu świetności tego miasta. 

## Źródła
- Günther P. Fehring, Anton Ress: Die Stadt Nürnberg. Kurzinventar. Deutscher Kunstverlag, München/Nürnberg 1977, ISBN 3-422-00550-1.